# کیلب آنتیل
کیلب آنتیل (انگلیسی: Caleb Antill؛ زادهٔ ۸ اوت ۱۹۹۵) قایقران روئینگ اهل استرالیا است.
وی در مسابقات کشوری و بین‌المللی در مجموع برندهٔ ۱ مدال طلا، ۱ مدال نقره، ۱ مدال برنز شده‌است.